# 数え上げ測度
数学、とくに解析学において、数え上げ測度（かぞえあげそくど、英: counting measure; 計数測度）とは、集合の元の個数を数えるという方法でその "大きさ"（あるいは "容積"）を測る、ルベーグ積分における測度の一種である。

## 定義
可測空間 S 上の数え上げ測度とは、任意の可測集合 A に対してその元の個数 |A| ∈ N ∪ {∞} を対応させる写像によって定義される測度のことである。ここで、N は自然数全体の成す集合 {0, 1, 2, ...} であり、A が有限でないならばその濃度に関わらず |A| = ∞ とする。
ここで、それが完全加法族である限りにおいて S 上の可測集合族 M の取り方によらず、
1. |Ø| = 0 かつ任意の A ∈ M に対し |A| ≥ 0 が成立する、
2. {An}n∈N ⊂ M が、An ∩ Am = Ø (n ≠ m) を満たすならば{\displaystyle \left|\bigcup _{n\in \mathbb {N} }A_{n}\right|=\sum _{n\in \mathbb {N} }|A_{n}|}が成立する

などの事実は定義から直ちにわかる（2. は一つでも有限でないものがあれば両辺が ∞ として一致するという意味で成り立つから、全て有限のときを確かめればよいがこちらも明らかであろう）。
特に、任意の集合 A に対して μ(A) が定義できるので、可測集合族 M としては 2S 全体をとることができて、(S, 2S, μ) は測度空間になる。数え上げ測度が σ-有限であることと集合 S が可算であることは同値になる。

## 総和は積分である
数え上げ測度 μ を測度とする測度空間 (S, 2S, μ) が与えられたとき、S の任意の部分集合が μ-可測であるので、S 上の任意の実数値（あるいは複素数値）写像は可測関数ということになる。μ-可測函数が数え上げ測度 μ に関して可積分であるとは、たかだか可算個の点で非零の値を持ち、それらの与える級数が絶対収束していることをいう。このような可積分関数の積分値は対応する級数の和の値ということになる。
高々可算な集合上の関数は、関数が値をとる空間における点列（実数値関数ならば実数の列）だと考えることができる。可積分性に関わる様々な条件を課すことでこのような点列を異なるクラスに分けることが出来る（Lp-空間やソボレフ空間など、函数空間も参照）。
たとえば、可測空間 (N, 2N) の場合を考えると、可測関数 a の数え上げ測度 μ による積分
{\displaystyle \int _{\mathbb {N} }a(n)\,d\mu (n)}
の値は、任意の実数 t に対し At = {n ∈ N | a(n) = t} とすると、a(n)μ(At) = t|At| を任意の t について加え合わせたものである。これは、数列 (an)n∈N を項の値で類別して、同じ値のものはその個数分加えるということであるから、結局は各項 an を一つずつ加えることとなり
{\displaystyle \int _{\mathbb {N} }a(n)\,d\mu (n)=\sum _{n\in \mathbb {N} }a_{n}}
が成り立つことが確認できる。特に
{\displaystyle \int _{\mathbb {N} }|a(n)|\,d\mu (n)=\sum _{n\in \mathbb {N} }|a_{n}|}
だから、関数 a が μ に関して（ルベーグの意味で）可積分であるとは右辺の級数が絶対収束するということと同じである。さらに、μ に関する自乗可積分関数全体の成す集合 L2(N, μ; R) は（狭義の）ヒルベルト空間 l2（係数を明示して l2(R) などとも書く）とよばれ、内積
{\displaystyle (a,b)=\int _{\mathbb {N} }a(n)b(n)\,d\mu (n)=\sum _{n=1}^{\infty }a_{n}b_{n}}
(a = (an)n∈N, b = (bn)n∈N ∈ l 2) の定めるノルムに関して完備なノルム空間（つまり広義のヒルベルト空間）である。
また、Λ = {1, 2, ..., n} とおいて、同様のことを可測空間 (Λ, 2Λ) で考えると、Λ 上の実数値関数とは実数の n-組 x =  (x1, x2, ..., xn) のことで、その積分の値は有限和 x1 + x2 + … + xn である。
このとき、x が μ-可積分であるとは x の絶対値ノルム（1-ノルム）が有限ということだから、x ∈ Rn は常に積分可能である。つまり、Λ 上の数え上げ測度 μ に関して可積分な実数値関数の空間 L1(Λ, μ; R) は Rn である。
同様に、1 ≤ p < ∞ となる p について、関数 x = (x1, x2, ..., xn)∈ Rn が p 乗可積分関数の空間 Lp(Λ, μ; R) に含まれる条件は Rn における p 乗ノルム（p-ノルム）
{\displaystyle ||\mathbf {x} ||_{p}=\left(\sum _{k=1}^{n}|x_{k}|^{p}\right)^{1/p}}
が有限であることになるから、 Lp(Λ, μ; R) = Rn となる。
上で述べたことは、実数を複素数に取り替えた複素数列の場合においても、絶対値を複素数の絶対値とし、内積をエルミート内積に取り替えることで、そのまま通用する。複素数全体の集合 C は R と同様にその絶対値に関して完備だからである。

## 他の測度との関係
数え上げ測度はどんな測度も数え上げ測度に対して絶対連続となる。また、数え上げ測度はすべての点に関するディラック測度の和として表すことができる。反対に、可算集合上の任意の測度の、数え上げ測度に対するラドン・ニコディム微分はその測度のディラック測度の重み付き和としての表示を与えている。

## 注
1. ↑  N 上の実数値函数 a  は an = a(n) で一般項が与えられる実数列 (an)n∈N と同一視される。